# 이병근
이병근(李柄根, 1974년 10월 28일~)은 대한민국의 전 축구 선수이자 현 축구 지도자로 포지션은 미드필더였다.

## 구단 경력
이병근은 1996 시즌을 앞두고 K리그의 신생 팀 수원 삼성 블루윙즈에 입단했다. 데뷔 시즌인 1996 시즌에 30경기에 나서 1도움을 기록했다. 1997년 3월 22일 열린 부천 SK와의 리그컵 경기에서 프로 데뷔 골을 기록했다. 1997년 8월 9일 안양 LG 치타스와의 경기에서 K리그 첫 골을 기록했다.
2006년 여름 이적 시장에서 이병근은 대구 FC로 이적했다. 2006년 9월 12일에 열린 수원 삼성 블루윙즈와의 경기에서 대구 입단 후 첫 골을 터뜨렸다. 2006 시즌 대구에서 10경기 출전 2골 1도움을 기록했다.
2007년 여름에는 독일팀인 FC 오버노일란트에 입단해서 활동했다.
2008년에는 K3리그의 서울 유나이티드에 입단했다. 2008 시즌 종료 후 현역에서 은퇴했다.

## 국가대표팀 경력
1995년 이병근은 대한민국 U-23 축구 국가대표팀에서 2경기에 출전했다.
1998년 아시안 게임 축구에 참여하는 대한민국 축구 국가대표팀에 차출되었다. 이병근은 조편성리그 1경기와 조별 리그 3경기, 8강전에 출전했다.

## 지도자 경력
은퇴 후 2009년부터 경남 FC의 스카우트로 부임했다.
2013년부터 친정 팀 수원 삼성 블루윙즈의 코치로 부임했으며, AFC 공인 P급 지도자 자격을 취득했다.
2018 시즌 중 서정원 감독이 사임 파문을 일으키자 수원 삼성 블루윙즈의 감독 대행을 맡았으며, 그 전에도 서정원 감독이 P급 지도자 자격 강습회로 가끔씩 빠졌을 때마다 감독 대행을 간간히 맡았다.
2018 시즌 후 서정원이 완전히 물러나자 수원 삼성 블루윙즈의 코치에서 물러난 그는 2019 시즌을 앞두고 대구 FC의 수석코치로 합류했다.
2020 시즌을 앞두고 안드레 감독이 갑작스럽게 사임하자, 대구 FC의 감독 대행을 맡아 2020 시즌을 이끌게 되었다. 2020년 6월 7일에 열린 성남 FC와의 경기에서 2-1 승리를 거두면서 대구에서의 첫 승을 거두었고, 2시즌 연속으로 팀을 K리그1 파이널 A로 진출시킨 공로를 인정받아 2020 시즌 후 대구 FC의 정식 감독으로 승격됐다.
2021년에는 대구 FC를 상위권으로 이끌었으나, 시즌을 마감한 후 대구 FC와 계약이 만료되자 재계약하지 않고 알렉산드레 가마에게 감독직을 넘겼다.
2022년에는 잠시 야인으로 있다가, 2022 시즌 초 성적 부진으로 사임한 박건하의 후임으로 친정 팀 수원 삼성 블루윙즈의 감독직을 넘겨받으며 자리를 옮겼다. 그러나 부임한 후에도 시즌 막판 중요한 경기에서 약한 모습을 보이며 승강 플레이오프로 떨어졌고, FC 안양과 맞붙은 승강 플레이오프에서 2차전 연장전까지 간 끝에 오현규의 라스트 미닛 골로 승리하며 가까스로 K리그1에 잔류했다.
2023년 들어 K리그1에서는 시즌 초반 7경기에서 승리하지 못한 채 2무 5패에 그쳐 최하위권으로 떨어졌고, 수원 삼성 블루윙즈 팬들의 반발을 불러왔다. 결국 성적 부진으로 슈퍼매치를 앞둔 2023년 4월 17일 수원 삼성 블루윙즈의 감독직에서 경질되었다. 최성용 수석코치가 감독 대행을 맡아 4경기를 치렀고, 후임 감독으로는 김병수가 선임됐다.

## 소속팀
- 1996년 ~ 2006년 수원 삼성 블루윙즈
- 2006년 ~ 2007년 대구 FC
- 2007년 ~ 2008년 FC 오버노일란트
- 2008년 서울 유나이티드

## 수상

### 클럽

#### 수원 삼성 블루윙즈
- K리그 우승 3회 : 1998, 1999, 2004